# Курышев, Сергей Владимирович
Сергей Владимирович Курышев (род. 21 января 1963) — советский и российский актёр театра и кино, народный артист России (2015), заслуженный артист России (2002).

## Биография
Сергей Курышев родился 21 января 1963 года в городе Каттакурган в семье военнослужащего.
В 1984 году окончил факультет журналистики Ленинградского государственного университета и некоторое время работал корреспондентом газеты «Калининградский комсомолец». В 1989 году окончил ЛГИТМиК (курс Л. А. Додина) и был принят в труппу Малого драматического театра.

## Признание и награды
- Лауреат премий: «Золотой софит» — за исполнение роли Платонова в спектакле «Пьеса без названия» (1998)
- Заслуженный артист России (2002)[2]
- Лауреат премии «Золотая маска» за исполнение роли Войницкого в спектакле «Дядя Ваня» (2004)[7]
- Имени К. С. Станиславского и «Золотой софит»  — за лучшую мужскую роль (Доктор Томас Стокман) в спектакле «Враг народа» (2013)
- Народный артист России (4 апреля 2015) — за заслуги в развитии отечественной культуры и многолетнюю плодотворную деятельность
- Премия «Фигаро» (2024)[8]
- Лауреат премии «Золотой софит» — за исполнение роли Дон Кихота в спектакле «Дон Кихот» на сцене Санкт-Петербургского театра имени Андрея Миронова (2024)

## Творчество

### Роли в театре

#### Малый драматический театр (Санкт-Петербург)
- 1991 — «Бесы» Льва Додина по мотивам одноимённого романа Ф. М. Достоевского. Режиссёр: Лев Додин — Кириллов Алексей Нилыч
- 1994 — «Вишневый сад» А. П. Чехова. Режиссёр: Лев Додин — Петя Трофимов
- 1997 — «Пьеса без названия» сценическая композиция Льва Додина по мотивам А. П. Чехова. Режиссёр: Лев Додин — Михаил Васильевич Платонов, сельский учитель
- 1999 — «Чевенгур» по мотивам Андрея Платонова пьеса Льва Додина и Олега Сенатова. Режиссёр: Лев Додин — Копёнкин
- 2000 — «Молли Суини» Брайен Фрил. Режиссёр: Лев Додин — Фрэнк Суини
- 2001 — «Чайка» А. П. Чехова. Режиссёр: Лев Додин — Тригорин
- 2003 — «Дядя Ваня» А. П. Чехова. Режиссёр: Лев Додин — Войницкий
- 2006 — «Король Лир» Шекспира. Режиссёр: Лев Додин — Граф Глостер
- 2007 — «Жизнь и судьба» Василия Гроссмана. Режиссёр: Лев Додин — Виктор Павлович Штрум
- 2008 — «Братья и сестры» Фёдора Абрамова инсценировка Льва Додина, Аркадия Кацмана, Сергея Бехтерева. Режиссёр: Лев Додин — Иван Дмитриевич Лукашин, председатель колхоза (ввод)[7]
- 2008 — «Долгое путешествие в ночь» Юджина О’Нила. Режиссёр: Лев Додин — Эдмунд Тайрон, младший сын
- 2010 — «Три сестры» А. П. Чехова. Режиссёр: Лев Додин — барон Тузенбах, Чебутыкин
- 2013 —  «Враг народа» Г. Ибсен. Режиссёр: Лев Додин — Доктор Томас Стокман, курортный врач
- «Коварство и любовь» Ф. Шиллер. Режиссёр: Лев Додин — Миллер
- «Вишневый сад» А. Чехов. Режиссёр: Лев Додин — Фирс
- «Гамлет» У. Шекспир. Режиссёр: Лев Додин — Горацио
- 2022 — «Чайка» А. Чехов. Режиссёр: Лев Додин — Сорин

### Фильмография
- 2003 — Агент национальной безопасности 4 — Ярцев, подрывник «Сувенир» (серия «Тигры не знают страха»)
- 2005 — Есенин — Григорий Распутин
- 2007 — Ветка сирени — отец Сергея Рахманинова
- 2008 — Бесы — Кириллов Алексей Нилович